# Biblioteca Pública Estadual Elcy Lacerda
A Biblioteca Pública Estadual Elcy Lacerda ou Biblioteca Estadual Elcy Lacerda é a biblioteca estadual do estado brasileiro do Amapá.

## História
A iniciação da biblioteca foi com acervos doados por Acylino de Leão, um  médico, político e membro da Academia Paraense de Letras e com acervos sobre temas e literatura local e no dia 20 de abril de 1945 com homenagens e acervos do Barão do Rio Branco a biblioteca foi oficialmente criada por ato oficial do governador interino do território, Raul Monteiro, mas ainda sem sede própria e assim funcionando em uma da sala cedida pelo Grupo Escolar Barão do Rio Branco.
Em 1996 por força da Lei Estadual nº 269, de 12 de junho de 1996, a instituição recebeu denominação personalissima para Biblioteca Estadual Elcy Lacerda, em homenagem à professora Elcy Lacerda.

## Lista de ex-diretores
- 1º - Paulo Armando Martins Xavier, na década de 1940
- ?  -  Leila Castro, diretora atual[3]

## Sistema Nacional de Bibliotecas Públicas
A Biblioteca Estadual Profª. Elcy Lacerda é integrada ao Sistema Nacional de Bibliotecas Públicas, órgão da Biblioteca Nacional do Brasil e do Ministério da Cultura.

## Acervos
A instituição guarda e dispoe considerálvel manancial literário composto por rico acervo de obras raras, de clássicos das literaturas brasileira, amapaense e universal, coleções de periódicos, entre os quais primeiro diário oficial do território e raros exemplares de históricos jornais locais  e as coleções da biblioteca particular e peças da professora Elcy Lacerda.